# Elecciones legislativas de la República Checa de 2006
Las elecciones legislativas se celebraron en los días 2 y 3 de junio de 2006 en la República Checa y sirvieron para renovar los 200 escaños de la Cámara de Diputados, la Cámara Baja del Parlamento. Estas fueron las primeras elecciones parlamentarias desde la adhesión del país a la Unión Europea en mayo de 2004.
Después de las últimas elecciones en junio de 2002, el Partido Socialdemócrata Checo (ČSSD) formó un gobierno de coalición con la Unión Cristiana y Demócrata-Partido Popular Checoslovaco (KDU-ČSL) y la Unión Democrática-Unión de la Libertad (US-DEU) juntos estos 3 partidos controlaban 101 escaños en la Cámara de Diputados de 200 miembros.  
El ČSSD (pro-Unión Europea) estaba dirigido por el Primer Ministro Jiří Paroubek, quien asendio al cargo en abril de 2005, luego de que Stanislav Gross renunció debido a las acusaciones relacionadas con sus finanzas personales. El ČSSD formó una coalición electoral con el Partido Comunista de Bohemia y Moravia (KSČM) comprometiéndose a preservar una política de estado de bienestar mediante el aumento de las pensiones y el salario mínimo, con el objetivo de introducir el euro como moneda nacional máximo hasta el 2010. El Partido Democrático Cívico (ODS) dirigido por Mirek Topolánek formó una coalición electoral con el KDU-ČSL y los Verdes (SZ), este favorecia una economía más liberal y adoptó un enfoque más cauteloso hacia el euro. Se comprometió a introducir una tasa fija del 15% de impuesto a la renta y el IVA, para eliminar los demás impuestos. La votación se llevó a cabo en paz, la participación se registró en un 64,47%, 6,5 puntos más alto que en las elecciones de 2002. Las elecciones terminaron en un punto muerto político con ambas coaliciones ganando exactamente 100 escaños. El ODS, como el partido más grande con 81 escaños, recibió el encargo de formar un gobierno. 
La recién elegida Cámara de Diputados celebró su primera sesión el 27 de junio. Sin embargo se suspendió en varias ocasiones, debido a disputas sobre la elección de su nuevo presidente, en medio de las discusiones en curso sobre la formación de un nuevo gobierno. Luego de que se llegó a un acuerdo entre la ODS y el ČSSD, el 14 de agosto se eligió a Miloslav Vlcek (ČSSD) como Presidente interino, allanando el camino para que el gobierno del Primer Ministro Paroubek dimita el 16 de agosto. El mismo día, el presidente Václav Klaus nombró a Topolánek como el nuevo primer ministro. Topolánek posteriormente formó un gobierno minoritario liderado por la ODS. Sin embargo, el 4 de octubre su gobierno no logró ganar un voto de confianza. Topolánek fue nombrado Primer Ministro por segunda vez en noviembre de 2006. Después de meses de negociación el 8 de enero de 2007, formó un nuevo gobierno de coalición compuesto por el ODS, el KDU-ČSL y el SZ, controlando así los 100 escaños. El 19 de enero, la abstención de dos parlamentarios del ČSSD le permitió Topolánek ganar un nuevo voto de confianza por 100 votos a 97, lo que terminó con casi ocho meses de estancamiento político.

## Contexto
En las elecciones de 2002, el Partido Socialdemócrata Checo (ČSSD), que ha estado en el poder desde 1998 y encabezado por el ministro de Trabajo Vladimír Špidla desde 2001, ganó 70 escaños. El Partido Democrático Cívico (ODS), el presidente de la Cámara de Representantes, Václav Klaus, no logró recuperar el poder al ganar solo el 24,47% de los votos que simbolizaban 58 escaños.
El ČSSD mantuvo su posición de rechazo a gobernar con el Partido Comunista de Bohemia y Moravia (KSČM) tercero con 18.51% de los votos y 41 escaños, el ČSSD prefirió aliarse con la coalición electoral de la Unión Cristiana y Demócrata-Partido Popular Checoslovaco (KDU-ČSL) y la Unión de Libertad-Unión Democrática (US-DEU), la última fuerza representada en la Cámara, con el 14.27% de los votos y 31 escaños, que le dieron al gobierno una mayoría de 101 de los 200 escaños. En 2003, aunque era una minoría en el Parlamento, la ODS logró elegir a su fundador, Václav Klaus, para la presidencia de la República, aprovechando las divisiones dentro de la coalición de gobierno. Tras la fuerte derrota del partido en las elecciones europeas de 2004, Špidla había renunciado a favor del ministro del Interior Stanislav Gross, reemplazado en 2005 por Jiří Paroubek tras ser acusado de un escándalo inmobiliario.

## Campaña
Varias semanas antes de las elecciones, el oficial de policía Jan Kubice, jefe del escuadrón para investigar el crimen organizado, sugirió que importantes figuras de la policía y el gobierno estaban tratando de encubrir su cooperación con el crimen organizado. Fue convocado ante una comisión parlamentaria unos días antes de las elecciones donde presentó un documento el contenido del documento se filtró de inmediato.
El documento sugería que el ex primer ministro Stanislav Gross tenía conexiones con el criminal clandestino también insinuó que el primer ministro Jiří Paroubek estuvo involucrado indirectamente en un asesinato, trató con la mafia y era un pedófilo. También contenía información sobre funcionarios menores, algunos de los cuales ya habían sido encarcelados por soborno.
Paroubek y los demás negaron estas afirmaciones y acusaron al Partido Democrático Cívico de la oposición de intentar fabricar un escándalo para ayudarlos en las elecciones. Después de las elecciones, Paroubek dijo que las acusaciones le costaron la victoria a su partido, el Partido Socialdemócrata, y que la democracia corría tanto peligro como en 1948, cuando los comunistas tomaron el poder. Plantea la posibilidad de impugnar el resultado de las elecciones, aunque esto no sucedió.

### Gastos de campaña
| Partido | Dinero gastado |
| ------- | -------------- |
| ČSSD    | 120,000,000 Kč |
| ODS     | 80,000,000 KČ  |
| KDU-ČSL | 43,000,000 Kč  |
| KSČM    | 22,000,000 Kč  |
| SZ      | 13,000,000 Kč  |
| US-DEU  | 11,000,000 Kč  |

## Encuestas

### Por partido
| Fecha                 | Encuestadora          | ODS          | ČSSD     | KSČM | KDU-ČSL | SZ   | US-DEU    | NEZDEM | SNK-ED | NEZ | Otros |     |     |     |
| Fecha                 | Encuestadora          | 2-3 Jun 2006 | Elección | 35.3 | 32.3    | 12.8 | 7.2       | 6.3    | 0.3    | 0.7 | Otros | 2.1 | 0.6 | 2.4 |
| --------------------- | --------------------- | ------------ | -------- | ---- | ------- | ---- | --------- | ------ | ------ | --- | ----- | --- | --- | --- |
| 25–26 de mayo de 2006 | SC&C                  | 30.8         | 24.2     | 12.1 | 5.8     | 8.6  |           |        |        |     |       |     |     |     |
| 22 de mayo de 2006    | Median                | 19.0         | 20.0     | 12.2 | 6.0     | 8.9  |           |        |        |     |       |     |     |     |
| 18–24 de mayo de 2006 | Factum Invenio        | 27.8         | 28.5     | 17.3 | 9.0     | 8.6  | 1.1       |        | 1.5    |     | 3.0   |     |     |     |
| 19. May 2006          | CVVM                  | 32.0         | 28.0     | 15.5 | 5.5     | 10.5 | 0.5       | 1.0    | 2.5    | 2.0 | 2.5   |     |     |     |
| 12 de mayo de 2006    | Factum Invenio        | 29.0         | 22.8     | 16.7 | 11.3    | 9.8  |           |        |        |     |       |     |     |     |
| 9. May 2006           | STEM                  | 26.7         | 25.2     | 13.0 | 5.4     | 7.1  | 0.3       | 0.2    | 0.9    | 0.4 |       |     |     |     |
| 19 de abril de 2006   | STEM                  | 26.8         | 21.3     | 13.3 | 4.9     | 10.6 | 0.5       |        | 1.1    | 0.5 |       |     |     |     |
| 18 de abril de 2006   | Factum Invenio        | 29.5         | 23.6     | 18.1 | 12.3    | 10.0 |           |        |        |     |       |     |     |     |
| 13 de abril de 2006   | SC&C                  | 24.0         | 15.0     | 11.0 | 4.0     | 10.0 |           |        |        |     | 35.0  |     |     |     |
| 3 de abril de 2006    | Factum Invenio        | 29.3         | 25.3     | 17.6 | 9.9     | 10.5 | 2.2       | 0.6    | 0.8    | 1.7 | 2.1   |     |     |     |
| 24 de marzo de 2006   | CVVM                  | 25.5         | 21.0     | 12.5 | 6.5     | 10.0 |           |        |        |     | 24.5  |     |     |     |
| 17 de marzo de 2006   | STEM                  | 26.7         | 21.8     | 12.4 | 6.1     | 9.4  | 0.3       | 0.1    | 1.0    | 0.8 | 21.6  |     |     |     |
| 16 Feb2006            | STEM                  | 28.6         | 24.5     | 15.3 | 6.4     | 5.6  | 0.3       | 0.2    | 0.5    | 1.0 | 15.6  |     |     |     |
| 2 Feb 2006            | CVVM                  | 36.0         | 35.0     | 14.5 | 8.0     | 3.0  | 1.0       |        |        | 1.0 | 1.5   |     |     |     |
| 18 Ene 2006           | STEM                  | 28.6         | 27.2     | 13.2 | 6.7     | 3.4  | 0.5       | 0.3    | 1.0    | 0.8 | 18.3  |     |     |     |
| 19 Dec 2005           | STEM                  | 31.0         | 25.9     | 14.2 | 5.6     | 3.1  | 1.0       | 0.3    | 1.0    | 0.9 | 16.3  |     |     |     |
| 1 Dec 2005            | CVVM                  | 33.5         | 31.5     | 16.5 | 10.5    | 4.5  | 0.5       |        |        | 2.0 | 1.5   |     |     |     |
| 21 Nov 2005           | STEM                  | 30.5         | 25.6     | 13.6 | 6.3     | 2.5  | 0.7       | 0.2    | 1.0    | 0.3 | 18.8  |     |     |     |
| 1 Nov 2005            | CVVM                  | 37.0         | 28.5     | 18.5 | 9.5     | 3.0  | 1.0       |        |        | 1.5 | 1.0   |     |     |     |
| 19 Oct 2005           | STEM                  | 32.3         | 24.5     | 15.5 | 8.4     | 3.1  | 1.2       | 0.3    | 1.2    | 1.2 | 12.3  |     |     |     |
| 22 Sep 2005           | CVVM                  | 37.5         | 29.7     | 16.0 | 8.0     | 4.0  | 1.0       |        | 1.5    | 1.0 | 1.0   |     |     |     |
| 19 Sep 2005           | STEM                  | 32.8         | 21.1     | 13.5 | 7.3     | 2.9  | 0.5       |        | 1.2    | 1.6 | 19.1  |     |     |     |
| 28 Jul 2005           | CVVM                  | 37.5         | 24.0     | 18.0 | 10.5    | 3.5  | 1.0       |        | 2.0    | 2.0 | 1.5   |     |     |     |
| 21 Jul 2005           | STEM                  | 31.7         | 20.9     | 16.6 | 6.8     | 3.2  | 1.0       |        | 1.6    | 1.4 | 16.8  |     |     |     |
| 15 Jun 2005           | STEM                  | 31.8         | 15.0     | 18.0 | 6.4     | 3.2  | 1.0       |        | 1.6    | 2.3 | 20.7  |     |     |     |
| 8 Jun 2005            | CVVM                  | 40.0         | 21.0     | 19.0 | 9.5     | 3.5  | 2.0       |        | 1.0    | 2.0 | 2.0   |     |     |     |
| 17 de mayo de 2005    | STEM                  | 29.4         | 11.4     | 16.4 | 6.2     | 2.8  | 1.1       |        | 1.3    | 1.3 | 30.1  |     |     |     |
| 18 Apr 2005           | STEM                  | 33.6         | 11.9     | 17.6 | 8.3     | 3.4  | 2.2       |        | 1.6    | 1.7 | 19.7  |     |     |     |
| 16 Mar 2005           | STEM                  | 35.5         | 13.3     | 17.9 | 9.4     | 2.7  | 2.1       |        | 1.5    | 2.0 | 15.6  |     |     |     |
| 4 Mar 2005            | CVVM                  | 41.0         | 19.5     | 20.0 | 11.0    | 3.0  | 1.5       |        |        | 2.0 | 2.0   |     |     |     |
| 16 Feb 2005           | STEM                  | 35.0         | 14.0     | 15.9 | 8.4     | 3.4  | 0.7       |        | 1.7    | 2.5 | 18.4  |     |     |     |
| 11 Feb 2005           | CVVM                  | 41.0         | 18.5     | 19.0 | 13.0    | 2.5  | 1.0       |        | 1.5    | 2.5 | 1.0   |     |     |     |
| 21 Jan 2005           | STEM                  | 35.9         | 13.9     | 17.0 | 9.0     | 2.1  | 1.2       |        | 1.1    | 2.3 | 17.5  |     |     |     |
| 17 Dec 2004           | STEM                  | 34.1         | 15.6     | 16.1 | 8.1     | 3.4  | 1.2       |        | 2.7    | 1.7 | 17.1  |     |     |     |
| 15 Dec 2004           | CVVM                  | 43.0         | 15.0     | 19.5 | 11.5    | 3.5  | 2.0       | 0.5    | 1.0    | 3.0 | 1.0   |     |     |     |
| 30 Nov 2004           | STEM                  | 33.8         | 13.5     | 16.9 | 9.0     | 3.3  | 0.9       |        | 2.8    | 1.4 | 18.4  |     |     |     |
| 25 Nov 2004           | CVVM                  | 43.0         | 16.0     | 19.0 | 11.0    | 3.5  | 1.0       | 0.5    | 2.0    | 3.0 | 1.0   |     |     |     |
| 5-6 Nov 2004          | Elecciones regionales | 36.4         | 14.0     | 19.7 | 10.7    | 0.6  | 1.2       |        | 0.6    | 2.5 |       |     |     |     |
| 31 Oct 2004           | CVVM                  | 37.5         | 25.0     | 19.0 | 10.5    | 2.5  | 0.5       |        | 0.5    | 2.5 | 1.5   |     |     |     |
| 27 Oct 2004           | STEM                  | 28.2         | 18.3     | 16.6 | 7.4     | 3.4  | 1.2       |        | 2.6    | 1.1 | 21.2  |     |     |     |
| 29 Sep 2004           | CVVM                  | 41.5         | 19.5     | 18.5 | 10.0    | 3.5  | 1.0       |        | 0.5    | 4.0 | 1.5   |     |     |     |
| 23 Sep 2004           | STEM                  | 31.6         | 16.3     | 15.5 | 7.6     | 2.5  | 1.1       |        | 2.1    | 1.2 | 22.1  |     |     |     |
| 30 Jul 2004           | STEM                  | 33.5         | 13.6     | 19.1 | 8.1     | 3.5  | 1.0       |        | 1.7    | 3.1 | 16.4  |     |     |     |
| 12 Jul 2004           | CVVM                  | 40.5         | 15.0     | 20.5 | 10.0    | 3.0  | 1.0       |        | 3.0    | 3.0 | 4.0   |     |     |     |
| 18 Jun 2004           | STEM                  | 32.1         | 14.1     | 16.7 | 8.3     | 4.7  | 1.7       |        | 2.3    | 2.9 | 17.2  |     |     |     |
| 11-12 Jun 2004        | Elecciones Europeas   | 30.0         | 8.8      | 20.3 | 9.6     | 3.2  | 1.7       | 8.5    | 11.0   |     |       |     |     |     |
| 7 Jun 2004            | STEM                  | 34.6         | 16.5     | 17.6 | 7.9     | 2.1  | 1.7       |        | 3.5    |     | 15.8  |     |     |     |
| 6 Jun 2004            | CVVM                  | 39.5         | 17.0     | 18.5 | 12.0    | 3.0  | 2.0       |        | 2.5    | 2.0 | 3.5   |     |     |     |
| 30 Apr 2004           | CVVM                  | 43.0         | 17.0     | 20.5 | 8.5     | 2.5  | 2.5       |        | 2.5    | 3.5 | 2.5   |     |     |     |
| 1 Apr 2004            | STEM                  | 35.4         | 17.1     | 19.6 | 8.9     | 1.8  | 2.6       |        | 1.6    |     | 13.0  |     |     |     |
| 31 Mar 2004           | CVVM                  | 44.0         | 18.0     | 19.5 | 11.0    | 2.0  | 2.5       |        |        | 2.0 | 1.0   |     |     |     |
| 31 Mar 2004           | STEM                  | 33.7         | 16.0     | 16.6 | 9.1     | 2.0  | 2.8       |        | 2.5    |     | 17.3  |     |     |     |
| 25 Feb 2004           | CVVM                  | 43.0         | 19.0     | 22.5 | 9.5     | 1.0  | 3.0       |        |        | 1.0 | 1.0   |     |     |     |
| 28 Ene 2004           | CVVM                  | 40.0         | 21.5     | 19.0 | 11.0    | 2.0  | 2.5       |        |        | 2.0 | 2.0   |     |     |     |
| 23 Ene 2004           | STEM                  | 33.9         | 16.5     | 19.8 | 8.4     | 1.8  | 2.6       |        | 1.5    |     | 15.5  |     |     |     |
| 22 Dec 2003           | STEM                  | 35.0         | 15.5     | 17.8 | 8.9     | 1.3  | 3.1       |        | 1.6    |     | 16.8  |     |     |     |
| 17 Dec 2003           | CVVM                  | 41.0         | 18.5     | 21.0 | 9.0     | 3.0  | 3.0       |        |        | 3.0 | 1.5   |     |     |     |
| 26 Nov 2003           | STEM                  | 31.9         | 19.6     | 18.1 | 9.0     | 1.4  | 4.0       |        | 2.2    |     | 14.8  |     |     |     |
| 26 Nov 2003           | CVVM                  | 41.0         | 20.5     | 20.0 | 10.5    | 2.0  | 3.0       |        |        | 2.0 | 1.0   |     |     |     |
| 29 Oct 2003           | STEM                  | 32.6         | 16.6     | 18.5 | 6.7     | 1.3  | 3.5       |        | 1.7    |     | 19.1  |     |     |     |
| 22 Oct 2003           | CVVM                  | 29.0         | 14.5     | 13.5 | 10.0    | 1.5  | 3.5       |        |        | 1.5 | 27.5  |     |     |     |
| 24 Sep 2003           | CVVM                  | 37.5         | 22.0     | 19.0 | 10.0    | 2.0  | 4.0       |        |        | 1.5 | 4.0   |     |     |     |
| 22 Sep 2003           | STEM                  | 32.0         | 17.2     | 16.0 | 7.9     | 1.4  | 2.6       |        | 1.5    |     | 21.4  |     |     |     |
| 16 Jul 2003           | CVVM                  | 38.5         | 21.0     | 15.5 | 11.5    | 2.0  | 4.0       |        |        | 1.5 | 6.0   |     |     |     |
| 2 Jul 2003            | STEM                  | 33.7         | 17.6     | 15.6 | 7.7     | 1.7  | 3.4       |        | 2.1    |     | 18.2  |     |     |     |
| 6 Jun 2003            | CVVM                  | 41.5         | 19.5     | 19.0 | 9.5     | 1.5  | 4.0       |        |        | 2.0 | 3.0   |     |     |     |
| 23 de mayo de 2003    | STEM                  | 29.4         | 18.4     | 14.2 | 7.5     | 1.1  | 2.4       |        | 1.2    |     | 25.8  |     |     |     |
| 25 Apr 2003           | CVVM                  | 38.0         | 27.0     | 17.0 | 7.5     | 3.0  | 3.0       |        |        | 1.5 | 3.0   |     |     |     |
| 18 Apr 2003           | STEM                  | 32.0         | 20.6     | 15.4 | 9.0     | 2.7  |           |        |        |     |       |     |     |     |
| 19 Mar 2003           | CVVM                  | 38.0         | 25.0     | 18.0 | 10.0    | 1.0  | 4.0       |        |        | 1.0 | 3.0   |     |     |     |
| 19 Feb 2003           | CVVM                  | 31.0         | 27.5     | 17.5 | 10.0    | 2.5  | 2.0       |        |        | 2.5 | 7.0   |     |     |     |
| 22 Ene 2003           | CVVM                  | 30.0         | 31.0     | 17.0 | 10.0    | 0.5  | 3.5       |        | 0.5    | 3.5 | 4.0   |     |     |     |
| 16 Dec 2002           | STEM                  | 25.6         | 27.2     | 14.6 | 7.9     | 1.8  | 3.7       |        | 2.3    |     | 16.9  |     |     |     |
| 11 Dec 2002           | CVVM                  | 28.0         | 30.0     | 18.0 | 8.0     | 2.5  | 3.5       |        |        | 3.5 | 5.5   |     |     |     |
| 4 Nov 2002            | CVVM                  | 26.5         | 36.0     | 15.5 | 10.0    | 1.5  | 6.0       |        |        | 1.0 | 3.5   |     |     |     |
| 10 Oct 2002           | CVVM                  | 21.5         | 41.0     | 17.0 | 10.0    | 2.0  | 4.0       |        |        | 1.5 | 3.0   |     |     |     |
| 14-15 Jun 2002        | Elecciones de 2002    | 24.5         | 30.2     | 18.5 | 14.3    | 2.4  | w.KDU-ČSL |        |        |     | 10.1  |     |     |     |

### Por Coaliciones
| Fecha                 | Encuestadora          | ODS+ KDU-ČSL+SZ | ČSSD+KSČM |      |      |
| Fecha                 | Encuestadora          | 2-3 Jun 2006    | Elección  | 48.8 | 45.1 |
| --------------------- | --------------------- | --------------- | --------- | ---- | ---- |
| 25–26 de mayo de 2006 | SC&C                  | 45.2            | 36.3      |      |      |
| 22 de mayo de 2006    | Median                | 33.9            | 32.2      |      |      |
| 18–24 de mayo de 2006 | Factum Invenio        | 45.4            | 45.8      |      |      |
| 19. May 2006          | CVVM                  | 48.0            | 43.5      |      |      |
| 12 de mayo de 2016    | Factum Invenio        | 50.1            | 39.5      |      |      |
| 9. May 2006           | STEM                  | 39.2            | 38.2      |      |      |
| 19 de abril de 2006   | STEM                  | 42.3            | 34.6      |      |      |
| 18 de abril de 2006   | Factum Invenio        | 51.8            | 41.7      |      |      |
| 13 de abril de 2006   | SC&C                  | 38.0            | 26.0      |      |      |
| 3 de abril de 2006    | Factum Invenio        | 49.7            | 42.9      |      |      |
| 24 de marzo de 2006   | CVVM                  | 42.0            | 33.5      |      |      |
| 17 de marzo de 2006   | STEM                  | 42.2            | 34.2      |      |      |
| 16 Feb 2006           | STEM                  | 40.6            | 39.8      |      |      |
| 2 Feb 2006            | CVVM                  | 47.0            | 49.5      |      |      |
| 18 Jan 2006           | STEM                  | 38.7            | 40.4      |      |      |
| 19 Dec 2005           | STEM                  | 39.9            | 40.1      |      |      |
| 1 Dec 2005            | CVVM                  | 48.5            | 48.0      |      |      |
| 21 Nov 2005           | STEM                  | 38.8            | 39.2      |      |      |
| 1 Nov 2005            | CVVM                  | 49.5            | 47.0      |      |      |
| 19 Oct 2005           | STEM                  | 43.8            | 45.0      |      |      |
| 22 Sep 2005           | CVVM                  | 49.5            | 45.7      |      |      |
| 19 Sep 2005           | STEM                  | 43.0            | 34.6      |      |      |
| 28 Jul 2005           | CVVM                  | 51.5            | 42.0      |      |      |
| 21 Jul 2005           | STEM                  | 41.7            | 37.5      |      |      |
| 15 Jun 2005           | STEM                  | 41.4            | 33.0      |      |      |
| 8 Jun 2005            | CVVM                  | 53.0            | 40.0      |      |      |
| 17 de mayo de 2005    | STEM                  | 38.4            | 27.8      |      |      |
| 18 Apr 2005           | STEM                  | 45.3            | 29.5      |      |      |
| 16 Mar 2005           | STEM                  | 47.6            | 31.2      |      |      |
| 4 Mar 2005            | CVVM                  | 52.0            | 39.5      |      |      |
| 16 Feb 2005           | STEM                  | 46.8            | 29.9      |      |      |
| 11 Feb 2005           | CVVM                  | 56.5            | 37.5      |      |      |
| 21 Jan 2005           | STEM                  | 47.0            | 30.9      |      |      |
| 17 Dec 2004           | STEM                  | 45.6            | 31.7      |      |      |
| 15 Dec 2004           | CVVM                  | 58.0            | 34.5      |      |      |
| 30 Nov 2004           | STEM                  | 46.1            | 30.4      |      |      |
| 25 Nov 2004           | CVVM                  | 57.5            | 35.0      |      |      |
| 5-6 Nov 2004          | Elecciones regionales | 47.8            | 33.7      |      |      |
| 31 Oct 2004           | CVVM                  | 50.5            | 44.0      |      |      |
| 27 Oct 2004           | STEM                  | 39.0            | 34.9      |      |      |
| 29 Sep 2004           | CVVM                  | 55.0            | 38.0      |      |      |
| 23 Sep 2004           | STEM                  | 41.7            | 31.8      |      |      |
| 30 Jul 2004           | STEM                  | 45.1            | 32.7      |      |      |
| 12 Jul 2004           | CVVM                  | 53.5            | 35.5      |      |      |
| 18 Jun 2004           | STEM                  | 45.1            | 30.8      |      |      |
| 11-12 Jun 2004        | Elecciones Europeas   | 42.8            | 29.1      |      |      |
| 7 Jun 2004            | STEM                  | 44.6            | 34.1      |      |      |
| 6 Jun 2004            | CVVM                  | 54.5            | 35.5      |      |      |
| 30 Apr 2004           | CVVM                  | 54.0            | 37.5      |      |      |
| 1 Apr 2004            | STEM                  | 46.1            | 36.7      |      |      |
| 31 Mar 2004           | CVVM                  | 57.0            | 37.5      |      |      |
| 31 Mar 2004           | STEM                  | 44.8            | 32.6      |      |      |
| 25 Deb 2004           | CVVM                  | 53.5            | 41.5      |      |      |
| 28 Jan 2004           | CVVM                  | 53.0            | 40.5      |      |      |
| 23 Jan 2004           | STEM                  | 44.1            | 36.3      |      |      |
| 22 Dec 2003           | STEM                  | 45.2            | 33.3      |      |      |
| 17 Dec 2003           | CVVM                  | 53.0            | 39.5      |      |      |
| 26 Nov 2003           | STEM                  | 42.3            | 37.7      |      |      |
| 26 Nov 2003           | CVVM                  | 53.5            | 40.5      |      |      |
| 29 Oct 2003           | STEM                  | 41.0            | 35.1      |      |      |
| 22 Oct 2003           | CVVM                  | 40.5            | 28.0      |      |      |
| 24 Sep 2003           | CVVM                  | 49.5            | 41.0      |      |      |
| 22 Sep 2003           | STEM                  | 41.3            | 33.2      |      |      |
| 16 Jul 2003           | CVVM                  | 52.0            | 36.5      |      |      |
| 2 Jul 2003            | STEM                  | 43.1            | 33.2      |      |      |
| 6 Jun 2003            | CVVM                  | 52.5            | 38.5      |      |      |
| 23 de mayo de 2003    | STEM                  | 47.0            | 32.6      |      |      |
| 25 Apr 2003           | CVVM                  | 48.5            | 44.0      |      |      |
| 18 Apr 2003           | STEM                  | 43.7            | 36.0      |      |      |
| 19 Mar 2003           | CVVM                  | 49.0            | 43.0      |      |      |
| 19 Feb 2003           | CVVM                  | 43.5            | 45        |      |      |
| 22 Jan 2003           | CVVM                  | 40.5            | 48.0      |      |      |
| 16 Dec 2002           | STEM                  | 35.3            | 41.8      |      |      |
| 11 Dec 2002           | CVVM                  | 38.0            | 48.0      |      |      |
| 4 Nov 2002            | CVVM                  | 38.0            | 51.5      |      |      |
| 10 Oct 2002           | CVVM                  | 33.5            | 58.0      |      |      |
| 14-15 Jun 2002        | Elecciones de 2002    | 41.2            | 48.7      |      |      |

## Resultados
|  | 35.38 % |

|  | 32.32 % |

|  | 12.81 % |

|  | 7.22 % |

|  | 6.29 % |

|  | 2.08 % |

|  | 0.68 % |

|  | 0.61 % |

|  | 0.46 % |

|  | 0.38 % |

|  | 0.31 % |

|  | 0.24 % |

|  | 0.23 % |

|  | 0.20 % |

|  | 0.92 % |

|  | 99.65 % |

|  | 0.36 % |

|  | 100.00 % |

|  | 64.42 % |